# Star Search
Star Search, talangjakt på TV, som har varit språngbrädan för bl.a, Usher, Beyonce Knowles och Christina Aguilera.
I tyska versionen av Star Search deltog Bill Kaulitz, sångaren i Tokio Hotel som 13-åring.